# Rabensteig (Bannwald)
Das Gebiet Rabensteig ist ein mit Verordnung vom 8. Oktober 2004 durch die Körperschaftsforstdirektion Tübingen ausgewiesener Bannwald (Schutzgebiet-Nummer 100029) bei Weiler im Alb-Donau-Kreis in Baden-Württemberg.

## Lage
Das Schutzgebiet befindet sich auf der Schwäbischen Alb westlich von Weiler. Es liegt im Staatswald Blaubeuren in den Distrikten III (Abteilungen 1, 2, Teil von 3, 7, 8, 9, 30 und 31) und XXXI (Abteilungen 1, Teil von 2, 3). Es umfasst im Bereich der Stadt Blaubeuren die Flurstücke Nr. 804/1 auf Gemarkung Seissen und die Flurstücke Nr. 578/3, 579/1, 579/3 (teilweise), 579/5, 584/1 (teilweise), 584/6 (teilweise) auf Gemarkung Weiler sowie einen Teil des Flurstücks Nr. 648 auf Gemarkung Schelklingen, Stadt Schelklingen.
Der Bannwald liegt im Naturschutzgebiet Rabensteig und er liegt in der Kernzone des Biosphärengebiets Schwäbische Alb. Der nördliche Teil des Bannwalds befindet sich im Landschaftsschutzgebiet Blaubeuren und der südliche Teil liegt im Landschaftsschutzgebiet Schelklingen.
Der Bannwald ist Teil des Vogelschutzgebiets Schmiechener See und er ist Teil des FFH-Gebiets Tiefental und Schmiechtal.

## Vegetation
Im Bannwald kommen laut Waldbiotopkartierung die folgenden Pflanzen vor:
Weiß-Tanne, Feldahorn, Spitzahorn, Berg-Ahorn, Buschwindröschen, Rispige Graslilie, Rauhaarige Gänsekresse, Gewöhnlicher Glatthafer, Gewöhnliche Haselwurz, Gewöhnliche Berberitze, Echte Betonie, Fieder-Zwenke, Wald-Zwenke, Wald-Trespe, Weidenblättriges Ochsenauge, Pfirsichblättrige Glockenblume, Acker-Glockenblume, Rundblättrige Glockenblume, Nesselblättrige Glockenblume, Alpen-Distel, Weiße Segge, Finger-Segge, Blaugrüne Segge, Berg-Segge, Gemeine Hainbuche, Weißes Waldvöglein, Rotes Waldvöglein, Maiglöckchen, Roter Hartriegel, Gemeine Hasel, Zweigriffeliger Weißdorn, Echter Seidelbast, Drahtschmiele, Gelber Fingerhut, Braunrote Stendelwurz, Violette Stendelwurz, Gewöhnlicher Spindelstrauch,
Mandelblättrige Wolfsmilch, Zypressen-Wolfsmilch, Rotbuche, Schaf-Schwingel, Verschiedenblättriger Schwingel, Wald-Erdbeere, Gemeine Esche, Weißes Labkraut, Ungleichblättriges Labkraut, Nordisches Labkraut, Waldmeister, Wald-Labkraut, Echtes Labkraut, Ruprechtskraut, Gemeiner Efeu, Stinkende Nieswurz, Wald-Habichtskraut, Gewöhnlicher Hufeisenklee, Berg-Johanniskraut, Weidenblättriger Alant, Gemeiner Wacholder, Wald-Witwenblume, Breitblättriges Laserkraut, Frühlings-Platterbse, Magerwiesen-Margerite, Gewöhnlicher Liguster, Türkenbund, Rote Heckenkirsche, Gewöhnlicher Hornklee, Weiße Hainsimse, Holzapfel, Wiesen-Wachtelweizen, Nickendes Perlgras, Wald-Bingelkraut, Rohr-Pfeifengras, Mauerlattich, Vogel-Nestwurz,
Berg-Hellerkraut, Saat-Esparsette, Männliches Knabenkraut, Einbeere, Ährige Teufelskralle, Gemeine Fichte, Schwarzkiefer, Waldkiefer, Zweiblättrige Waldhyazinthe, Hain-Rispengras, Echtes Salomonssiegel, Echte Schlüsselblume, Stieleiche, Knolliger Hahnenfuß, Wald-Hahnenfuß, Stachelbeere, Steinbeere, Kalk-Blaugras, Taubenkropf-Leimkraut, Gewöhnliche Goldrute, Echte Mehlbeere, Elsbeere, Aufrechter Ziest, Edel-Gamander, Berg-Leinblatt, Wiesen-Leinblatt, Sommerlinde, Bergulme, Mehlige Königskerze, Großer Ehrenpreis, Wolliger Schneeball, Zaun-Wicke, Weiße Schwalbenwurz, Raues Veilchen, Wald-Veilchen.

## Schutzzweck
Der Schutzzweck des Bannwalds ist gemäß Schutzgebietsverordnung
- die unbeeinflusste Entwicklung der jeweiligen Waldökosysteme mit ihren Tier- und Pflanzenarten zu sichern sowie die wissenschaftliche Beobachtung der Entwicklung zu gewährleisten. Dies beinhaltet den Schutz der Lebensräume und -gemeinschaften, die sich in den Gebieten befinden, sich im Verlauf der eigendynamischen Entwicklung innerhalb der Schutzgebiete ändern oder durch die eigendynamische Entwicklung im Laufe der Zeit entstehen.
- die natürliche Entwicklung von Bergwald- und Buchenwaldgesellschaften im Hangbereich und auf der Weißjura-Hochfläche zu sichern sowie die langfristige Beobachtung unbeeinflusster Sukzessionsabläufe auf nicht naturnah bestockten Teilflächen zu ermöglichen.

## Betreuung
Wissenschaftlich betreut wird der Bannwald durch die Forstliche Versuchs- und Forschungsanstalt Baden-Württemberg (BVA).